# シロヒトリ
シロヒトリ（白燈蛾、学名:Chionarctia nivea）は、チョウ目ヒトリガ科に属するガの一種である。

## 分布
北海道、本州、四国、九州、対馬、シベリア、樺太、朝鮮半島、中国。
在来種。

## 形態
開張は、52 - 66 mm。全体が白い翅をもつ。幼虫の色は黒褐色で毒針毛は持たない。

## 生態
成虫は、敵が近付くと翅を上げ、威嚇する。オスは「ヘアペンシル」というフェロモン放出器官をもち、メスを呼び寄せる。幼虫は、クワ、スイバ、タンポポ、イタドリなどを食草とする。また、幼虫は地上を移動することが非常に多く、ガの幼虫では移動速度が最も速い。これらによって、幼虫は食事の為に昼夜を問わず数百メートル以上移動し、農村や市街地のアスファルトの道路をよく横断する。動きや姿が気味悪く、誤って潰してしまう為、『ジジケムシ』という通称で嫌われている。